# Michel Lentz
Michel Lentz (Ciutat de Luxemburg, 21 de maig de 1820 - Ciutat de Luxemburg, 8 de setembre de 1993) fou un escriptor luxemburguès. Va escriure sobretot poesia, tota ella en luxemburguès. És considerat com un dels poetes nacionals de Luxemburg.
Michel Lentz va escriure el text de l'himne nacional de Luxemburg Ons Heemecht, que va ser creat amb música de Jean Antoine Zinnen.
Ell és també l'autor del text i la música de la cançó De Feierwon, que va ser cantada per primera vegada el dia de la sortida del primer tren a l'estació de la ciutat de Luxemburg el 4 d'octubre de 1859.

## Obres destacades
- De Feierwon
- D'Margréitchen
- Hammelsmarsch
- Heemwéi
- Ons Heemecht
- An Amerika